# Joanna Stone
Joanna »Jo« Stone-Nixon, avstralska atletinja, * 4. oktober 1972, London, Anglija, Združeno kraljestvo.
Nastopila je na poletnih olimpijskih igrah v letih 1996 in 2000, dosegla je šestnajsto in sedemnajsto mesto v metu kopja. Na svetovnih prvenstvih je osvojila srebrno medaljo v isti disciplini leta 1997.